# 奥梅埃勒
奥梅埃勒（法語：Omméel，法語發音：[ɔmeɛl] ⓘ）是法国奥恩省的一个旧市镇，位于该省北部，属于阿让唐区。2017年1月1日，奥梅埃勒和相邻的另外13个市镇合并为新市镇欧日地区古费恩（Gouffern-en-Auge）。

## 地理
奥梅埃勒（48°48'14"N, 0°8'44"E）面积9.34 平方千米，位于法国诺曼底大区奧恩省，该省份为法国西北部内陆省份，北起顺时针与卡爾瓦多斯省、厄尔省、厄尔-卢瓦省、萨尔特省、马耶讷省和芒什省接壤。
与奥梅埃勒接壤的市镇（或旧市镇、城区）包括：库德阿尔、阿韦尔讷苏塞姆、尚布瓦、费勒、圣皮埃尔-拉里维耶尔、维勒巴丹。
奥梅埃勒的时区为UTC+01:00、UTC+02:00（夏令时）。

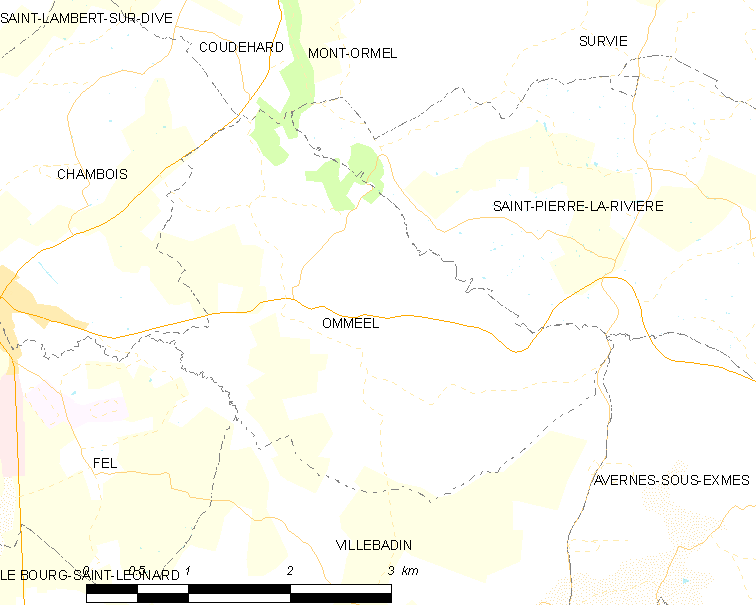
奥梅埃勒的OSM定位图

## 行政
奥梅埃勒的邮政编码为61160，INSEE市镇编码为61315。

## 政治
奥梅埃勒所属的省级选区为阿让唐第二县。

## 人口

1962-2008年间奥梅埃勒人口变化图示

奥梅埃勒于2018年1月1日时的人口数量为114人。